# ناثان ك. ماكجيل
ناثان ك. ماكجيل (بالإنجليزية: Nathan K. McGill)‏ هو محامي أمريكي، ولد في 29 نوفمبر 1888 في كوينسي في الولايات المتحدة، وتوفي في 7 مايو 1946 في شيكاغو في الولايات المتحدة.